# گاوتباریان
گاوتباریان یک زیرتبار از تبار گاوتباران است که به‌طور کلی شامل دو سردهٔ زنده گاومیش‌های کوهان‌دار (Bison) و گاوها (Bos) است. با این حال، این دوگانگی اخیراً توسط کار مولکولی به چالش کشیده شده‌است که نشان می‌دهد گاومیش کوهاندار (بوفالوی) آمریکایی باید به عنوان مترادف کوچک Bos در نظر گرفته شود. گاوهای وحشی را می‌توان به‌طور طبیعی در آمریکای شمالی و اوراسیا یافت (اگرچه جمعیت‌های اهلی و وحشی در سراسر جهان معرفی شده‌اند).